# Tyskland i olympiska sommarspelen 2016
Tyskland, genom Tysklands olympiska kommitté (DOSB), deltog i de 31:a olympiska sommarspelen i Rio de Janeiro 2016.

## Medaljer
| Medalj | Namn | Sport               | Gren                                    |
| ------ | --- | ------------------- | --------------------------------------- |
| 1      | Kristina Vogel | Cykling             | Damernas sprint                         |
| 1      | Tysklands damlandslag i fotboll | Fotboll             | Damernas turnering                      |
| 1      | Christoph Harting | Friidrott           | Herrarnas diskuskastning                |
| 1      | Thomas Röhler | Friidrott           | Herrarnas spjutkastning                 |
| 1      | Fabian Hambüchen | Gymnastik           | Herrarnas räck                          |
| 1      | Sebastian Brendel | Kanotsport          | Herrarnas C-1 1000 meter                |
| 1      | Sebastian Brendel Jan Vandrey | Kanotsport          | Herrarnas C-2 1000 meter                |
| 1      | Max Rendschmidt Marcus Gross | Kanotsport          | Herrarnas K-2 1000 meter                |
| 1      | Max Rendschmidt Tom Liebscher Max Hoff Marcus Gross                                                                                         | Kanotsport          | Herrarnas K-4 1000 meter                |
| 1      | Michael Jung | Ridsport            | Individuell fälttävlan                  |
| 1      | Kristina Bröring-Sprehe Sönke Rothenberger Dorothee Schneider Isabell Werth                                                                 | Ridsport            | Lagtävlingen i dressyr                  |
| 1      | Annekatrin Thiele Carina Bär Julia Lier Lisa Schmidla                                                                                       | Rodd                | Damernas scullerfyra                    |
| 1      | Philipp Wende Lauritz Schoof Karl Schulze Hans Gruhne                                                                                       | Rodd                | Herrarnas scullerfyra                   |
| 1      | Barbara Engleder | Skytte              | Damernas 50 meter gevär, tre positioner |
| 1      | Henri Junghänel | Skytte              | Herrarnas 50 meter gevär, liggande      |
| 1      | Christian Reitz | Skytte              | Herrarnas 25 meter snabbpistol          |
| 1      | Laura Ludwig Kira Walkenhorst | Volleyboll          | Damernas beachvolleyboll                |
| 2      | Han Ying Petrissa Solja Shan Xiaona | Bordtennis          | Damernas lagtävling                     |
| 2      | Lisa Unruh | Bågskytte           | Damernas individuella                   |
| 2      | Tysklands U23-herrlandslag i fotboll | Fotboll             | Herrarnas turnering                     |
| 2      | Franziska Weber Tina Dietze | Kanotsport          | Damernas K-2 500 meter                  |
| 2      | Sabrina Hering Franziska Weber Steffi Kriegerstein Tina Dietze                                                                              | Kanotsport          | Damernas K-4 500 meter                  |
| 2      | Sandra Auffarth Michael Jung Ingrid Klimke Julia Krajewski                                                                                  | Ridsport            | Lagtävlingen i fälttävlan               |
| 2      | Isabell Werth Ridsport | Individuell dressyr |                                         |
| 2      | Maximilian Munski Malte Jakschik Andreas Kuffner Eric Johannesen Maximilian Reinelt Felix Drahotta Richard Schmidt Hannes Ocik Martin Sauer | Rodd                | Herrarnas åtta med styrman              |
| 2      | Monika Karsch | Skytte              | Damernas 25 meter pistol                |
| 2      | Angelique Kerber | Tennis              | Damsingel                               |
| 3      | Kristina Vogel Miriam Welte | Cykling             | Damernas lagsprint                      |
| 3      | Dimitrij Ovtcharov Timo Boll Bastian Steger                                                                                                 | Bordtennis          | Herrarnas lagtävling                    |
| 3      | Artem Harutyunyan | Boxning             | Herrarnas lätt weltervikt               |
| 3      | Denis Kudla | Brottning           | Herrarnas grekisk-romersk stil, 85 kg   |
| 3      | Daniel Jasinski | Friidrott           | Herrarnas diskuskastning                |
| 3      | Sophie Scheder | Gymnastik           | Damernas barr                           |
| 3      | Tysklands herrlandslag i handboll | Handboll            | Herrarnas turnering                     |
| 3      | Laura Vargas Koch | Judo                | Damernas mellanvikt                     |
| 3      | Ronald Rauhe | Kanotsport          | Herrarnas K-1 200 meter                 |
| 3      | Tysklands damlandslag i landhockey | Landhockey          | Damernas turnering                      |
| 3      | Tysklands herrlandslag i landhockey | Landhockey          | Herrarnas turnering                     |
| 3      | Kristina Bröring-Sprehe | Ridsport            | Individuell dressyr                     |
| 3      | Christian Ahlmann Meredith Michaels-Beerbaum Daniel Deusser Ludger Beerbaum                                                                 | Ridsport            | Lagtävlingen i hoppning                 |
| 3      | Erik Heil Thomas Plößel | Segling             | Herrarnas 49er                          |
| 3      | Patrick Hausding | Simhopp             | Herrarnas svikt                         |

## Ridsport
Tyskland kvalificerade ett lag i hoppning samt fyra platser i den individuella tävlingen efter att ha kommit fyra i laghoppningen vid VM 2014. I dressyr kvalificerades ett lag och fyra platser i den individuella tävlingen efter att ha vunnit lagdressyren vid VM 2014. I fälttävlan kvalificerades ett lag och fyra platser i den individuella tävlingen efter att ha säkrat lagguldet i VM 2014.

### Dressyr
Lag om fyra ekipage, samt fyra individuella platser:
| Ryttare                 | Häst       | Grand Prix | Grand Prix | Grand Prix Special | Grand Prix Special | Grand Prix Freestyle | Grand Prix Freestyle | Placering |
| Ryttare                 | Häst       | Poäng      | Placering  | Poäng              | Placering          | Poäng                | Placering            | Placering |
| ----------------------- | ---------- | ---------- | ---------- | ------------------ | ------------------ | -------------------- | -------------------- | --------- |
| Kristina Bröring-Sprehe | Desperados |            |            |                    |                    |                      |                      |           |
| Sönke Rothenberger      | Cosmo      |            |            |                    |                    |                      |                      |           |
| Dorothee Schneider      | Showtime   |            |            |                    |                    |                      |                      |           |
| Isabell Werth           | Weihegold  |            |            |                    |                    |                      |                      |           |

| Ryttare                                                                     | Häst     | Grand Prix | Grand Prix | Grand Prix Special | Grand Prix Special | Placering |
| Ryttare                                                                     | Häst     | Poäng      | Placering  | Poäng              | Total poäng        | Placering |
| --------------------------------------------------------------------------- | -------- | ---------- | ---------- | ------------------ | ------------------ | --------- |
| Kristina Bröring-Sprehe Sönke Rothenberger Dorothee Schneider Isabell Werth | som ovan |            |            |                    |                    |           |

### Fälttävlan
Lag om fyra ekipage, samt fyra individuella platser:
| Tävlande        | Häst             | Dressyr | Dressyr   | Terrängbana | Terrängbana | Hoppning | Hoppning  | Hoppning | Hoppning  | Totalt | Totalt    |
| Tävlande        | Häst             | Dressyr | Dressyr   | Terrängbana | Terrängbana | Kval     | Kval      | Final    | Final     | Totalt | Totalt    |
| Tävlande        | Häst             | Straff  | Placering | Straff      | Placering   | Straff   | Placering | Straff   | Placering | Straff | Placering |
| --------------- | ---------------- | ------- | --------- | ----------- | ----------- | -------- | --------- | -------- | --------- | ------ | --------- |
| Sandra Auffarth | Opgun Louvo      | 41,6    | 8         | 24,8        | 20          | 0        | 17        | 0        | 11        | 66,4   | 11        |
| Michael Jung    | Sam Fbw          | 40,9    | 5         | 0           | 2           | 0        | 1         | 0        | 1         | 40,9   | 1         |
| Ingrid Klimke   | Hale-Bob Old     | 39,5    | 4         | 26          | 19          | 0        | 15        | 4        | 14        | 69,5   | 14        |
| Julia Krajewski | Samourai Du Thot | 44,8    | 18        | EL          | EL          | EL       | EL        | EL       | EL        | EL     | EL        |

| Tävlande                                                   | Häst     | Dressyr | Dressyr   | Terrängbana | Terrängbana | Hoppning | Hoppning  | Totalt | Totalt    |
| Tävlande                                                   | Häst     | Straff  | Placering | Straff      | Placering   | Straff   | Placering | Straff | Placering |
| ---------------------------------------------------------- | -------- | ------- | --------- | ----------- | ----------- | -------- | --------- | ------ | --------- |
| Julia Krajewski Sandra Auffarth Ingrid Klimke Michael Jung | som ovan | 122     | 1         | 172,8       | 4           | 172,8    | 2         | 172,8  | 2         |

### Hoppning
Lag om fyra ekipage, samt fyra individuella platser: 
| Tävlande                   | Häst        | Kvalifikation | Kvalifikation | Kvalifikation | Kvalifikation | Kvalifikation | Kvalifikation | Kvalifikation | Kvalifikation | Final           | Final           | Final           | Final           | Final           | Total           |
| Tävlande                   | Häst        | Runda 1       | Runda 1       | Runda 2       | Runda 2       | Runda 2       | Runda 3       | Runda 3       | Runda 3       | Runda A         | Runda A         | Runda B         | Runda B         | Runda B         | Total           |
| Tävlande                   | Häst        | Straff        | Placering     | Straff        | Total         | Placering     | Straff        | Total         | Placering     | Straff          | Placering       | Straff          | Totalt          | Placering       | Placering       |
| -------------------------- | ----------- | ------------- | ------------- | ------------- | ------------- | ------------- | ------------- | ------------- | ------------- | --------------- | --------------- | --------------- | --------------- | --------------- | --------------- |
| Christian Ahlmann          | Taloubet Z  | 0             | 1             | 0             | 0             | 1             | 4             | 4             | 7             | 0               | 1               | 4               | 4               | 9               | 9               |
| Ludger Beerbaum            | Casello     | 4             | 27            | 4             | 8             | 30            | 0             | 8             | 18            | Ej kvalificerad | Ej kvalificerad | Ej kvalificerad | Ej kvalificerad | Ej kvalificerad | Ej kvalificerad |
| Daniel Deusser             | First Class | 0             | 1             | 0             | 0             | 1             | 4             | 4             | 7             | 0               | 1               | 4               | 4               | 9               | 9               |
| Meredith Michaels-Beerbaum | Fibonacci   | 0             | 1             | 0             | 0             | 1             | 5             | 5             | 13            | Utgick          | Utgick          | Utgick          | Utgick          | Utgick          | Utgick          |

| Tävlande                                                       | Häst     | Runda 1 | Runda 1   | Runda 2 | Runda 2   | Placering |
| Tävlande                                                       | Häst     | Straff  | Placering | Straff  | Placering | Placering |
| -------------------------------------------------------------- | -------- | ------- | --------- | ------- | --------- | --------- |
| Christian Ahlmann Ludger Beerbaum Daniel Deusser Marcus Ehning | som ovan |         |           |         |           |           |

## Simning
| Idrottare        | Gren            | Heat    | Heat      | Semifinal | Semifinal | Final     | Final     |
| Idrottare        | Gren            | Tid     | Placering | Tid       | Placering | Tid       | Placering |
| ---------------- | --------------- | ------- | --------- | --------- | --------- | --------- | --------- |
| Alexandra Wenk   | 100 m fjärilsim | 58,49   | 21        | Ej vidare | Ej vidare | Ej vidare | Ej vidare |
| Franziska Hentke | 400 m medley    | 4.43,32 | 21        | i.u.      | i.u.      | Ej vidare | Ej vidare |

| Idrottare          | Gren           | Heat    | Heat      | Semifinal | Semifinal | Final     | Final     |
| Idrottare          | Gren           | Tid     | Placering | Tid       | Placering | Tid       | Placering |
| ------------------ | -------------- | ------- | --------- | --------- | --------- | --------- | --------- |
| Johannes Hintze    | 400 m medley   | 4.18,25 | 18        | i.u.      | i.u.      | Ej vidare | Ej vidare |
| Jacob Heidtmann    | 400 m medley   | –       | DSQ       | i.u.      | i.u.      | Ej vidare | Ej vidare |
| Florian Vogel      | 400 m frisim   | 3.45,49 | 9         | i.u.      | i.u.      | Ej vidare | Ej vidare |
| Clemens Rapp       | 400 m frisim   | 3.49,10 | 24        | i.u.      | i.u.      | Ej vidare | Ej vidare |
| Christian vom Lehn | 100 m bröstsim | 1.00,13 | 15 Q      | 1.00,23   | 12        | Ej vidare | Ej vidare |

K = Vidarekvalificerad; NR = nationsrekord; OR = olympiskt rekord; VR = världsrekord

## Triathlon
Tyskland kvalade in två triathleter till sommarspelen 2016.
| Triathlet       | Gren          | Simning | T1   | Cykling | T2   | Löpning | Total tid | Placering |
| --------------- | ------------- | ------- | ---- | ------- | ---- | ------- | --------- | --------- |
| Laura Lindemann | Damernas lopp | 19.18   | 0.54 | 1:04.30 | 0.43 | 36.27   | 2:01.52   | 28        |
| Anne Haug       | Damernas lopp | 21.11   | 0.57 | 1:04.50 | 0.40 | 35.18   | 2:02.56   | 36        |

## Tyngdlyftning
| Idrottare        | Gren              | Ryck     | Ryck      | Stöt     | Stöt      | Totalt | Placering |
| Idrottare        | Gren              | Resultat | Placering | Resultat | Placering | Totalt | Placering |
| ---------------- | ----------------- | -------- | --------- | -------- | --------- | ------ | --------- |
| Nico Müller      | Herrarnas −77 kg  | 151      | 11        | 181      | 10        | 332    | 10        |
| Jürgen Spieß     | Herrarnas −105 kg | 170      | 14        | 220      | 5         | 390    | 10        |
| Alexej Prochorow | Herrarnas +105 kg | 180      | 17        | 215      | 16        | 395    | 16        |
| Almir Velagic    | Herrarnas +105 kg | 188      | 11        | 232      | 10        | 410    | 9         |
| Sabine Kusterer  | Damernas −58 kg   | 90       | 9         | 110      | 11        | 200    | 10        |